# Salles-d'Aude
Pour les articles homonymes, voir Salles.
Salles-d'Aude  est une commune française située dans le nord-est du département de l'Aude en région Occitanie.
Sur le plan historique et culturel, la commune fait partie du Narbonnais, un pays comprenant Narbonne et sa périphérie, le massif de la Clape et la bande lagunaire des étangs. Exposée à un climat méditerranéen, elle est drainée par l'Aude et par deux autres cours d'eau. La commune possède un patrimoine naturel remarquable : trois sites Natura 2000 (le « cours inférieur de l'Aude », la « montagne de la Clape » et la « basse plaine de l'Aude ») et quatre zones naturelles d'intérêt écologique, faunistique et floristique.
Salles-d'Aude est une commune urbaine qui compte 3 280 habitants en 2022, après avoir connu une forte hausse de la population depuis 1975. Elle appartient à l'unité urbaine de Fleury et fait partie de l'aire d'attraction de Narbonne. Ses habitants sont appelés les Sallois ou Salloises.
Le patrimoine architectural de la commune comprend un immeuble protégé au titre des monuments historiques : le château de Celeyran, classé en 1952.

## Géographie
Située au nord-est de Narbonne, la commune est limitrophe du département de l'Hérault.
Salles-d'Aude est situé en bordure du massif de la Clape, une petite montagne calcaire de 15 000 hectares située entre Narbonne et Gruissan dans une zone littorale où les reliefs sont plutôt rares. La Clape (" tas de cailloux " en occitan) était une île, Lykia – la Lycie –, pour les navigateurs phéniciens, l' Insula Laci des Romains, l'île d'Ellec au Moyen Âge, jusqu'à ce que les alluvions de l'Aude, en comblant une partie des étangs, ne la rattachent au continent. À la fin du Moyen Âge, en même temps qu'elle perdait son caractère insulaire, un déboisement intensif lui fit prendre son aspect désertique. Ce sont les Romains qui ont commencé à cultiver la vigne sur ce site, qui produit aujourd'hui un vin réputé A.O.C. Corbières. La Clape abrite le plus vaste site classé du Languedoc-Roussillon (décret du 9 mars 1973),.

### Communes limitrophes
|         | Nissan-lez-Enserune (Hérault) | Lespignan (Hérault, par un quadripoint) |
| Coursan | Salles-d'Aude                 | Fleury                                  |
|         | Vinassan                      |                                         |

### Voies de communication et transports
La commune est desservie par la ligne 6 des Autobus de Narbonne.

### Hydrographie
La commune est dans la région hydrographique « Côtiers méditerranéens », au sein du bassin hydrographique Rhône-Méditerranée-Corse. Elle est drainée par l'Aude, le ruisseau de la Cabotéranne et le ruisseau de Rouch, qui constituent un réseau hydrographique de 10 km de longueur totale,.
L'Aude, d'une longueur totale de 223,59 km, prend sa source dans la commune des Angles et s'écoule du sud vers le nord. Elle traverse la commune et se jette dans le golfe du Lion à Fleury, après avoir traversé 73 communes.

### Climat
Pour des articles plus généraux, voir Climat de l'Occitanie et Climat de l'Aude.
En 2010, le climat de la commune est de type climat méditerranéen franc, selon une étude s'appuyant sur une série de données couvrant la période 1971-2000. En 2020, Météo-France publie une typologie des climats de la France métropolitaine dans laquelle la commune est exposée à un climat méditerranéen et est dans la région climatique Provence, Languedoc-Roussillon, caractérisée par une pluviométrie faible en été, un très bon ensoleillement (2 600 h/an), un été chaud (21,5 °C), un air très sec en été, sec en toutes saisons, des vents forts (fréquence de 40 à 50 % de vents > 5 m/s) et peu de brouillards.
Pour la période 1971-2000, la température annuelle moyenne est de 15 °C, avec une amplitude thermique annuelle de 15,8 °C. Le cumul annuel moyen de précipitations est de 632 mm, avec 5,3 jours de précipitations en janvier et 2,4 jours en juillet. Pour la période 1991-2020, la température moyenne annuelle observée sur la station météorologique la plus proche, située sur la commune de Narbonne à 11 km à vol d'oiseau, est de 15,3 °C et le cumul annuel moyen de précipitations est de 635,3 mm,. Pour l'avenir, les paramètres climatiques de la commune estimés pour 2050 selon différents scénarios d’émission de gaz à effet de serre sont consultables sur un site dédié publié par Météo-France en novembre 2022.

### Milieux naturels et biodiversité

#### Réseau Natura 2000

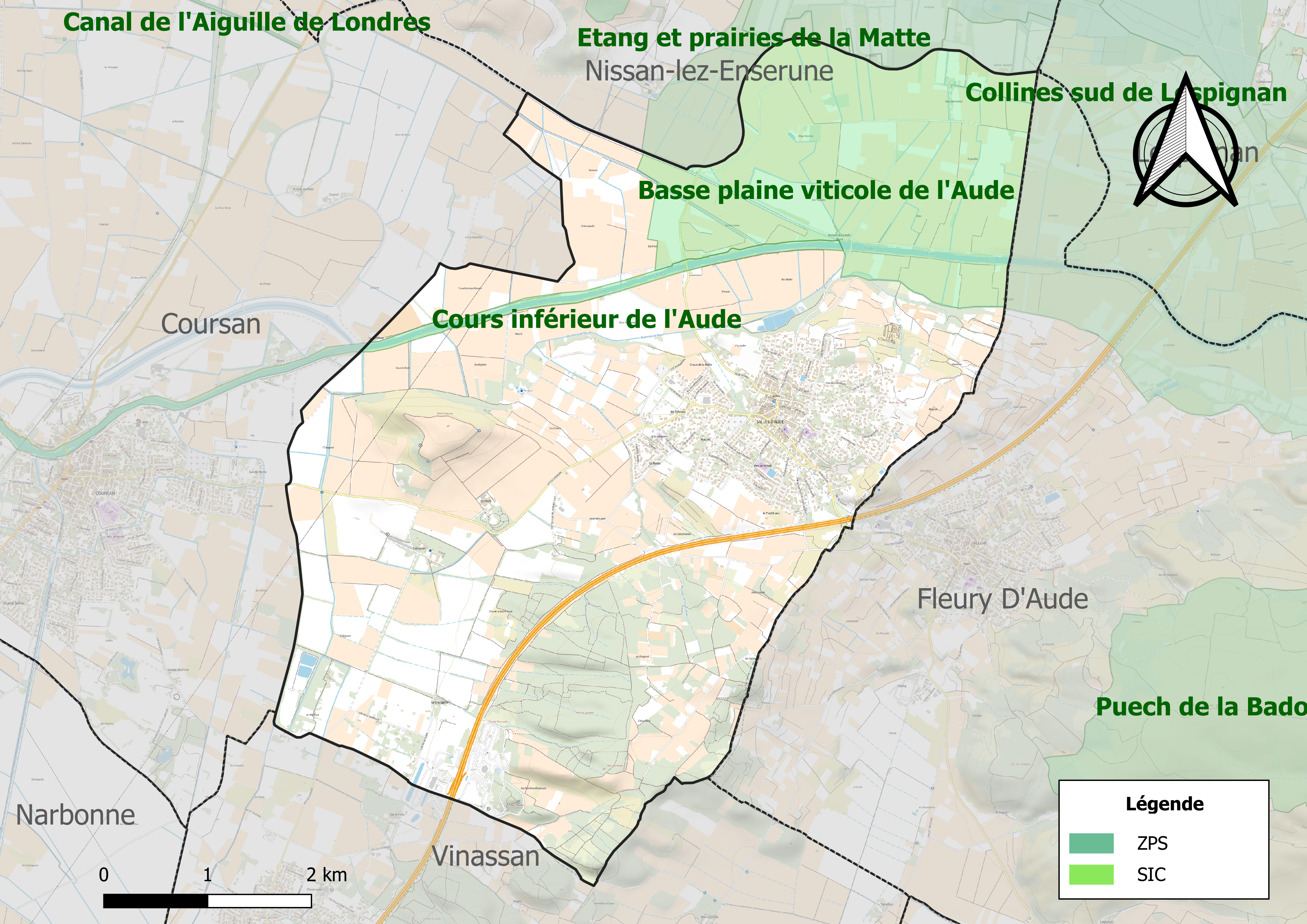
Site Natura 2000 sur le territoire communal.

Le réseau Natura 2000 est un réseau écologique européen de sites naturels d'intérêt écologique élaboré à partir des directives habitats et oiseaux, constitué de zones spéciales de conservation (ZSC) et de zones de protection spéciale (ZPS).
Un site Natura 2000 a été défini sur la commune au titre de la directive habitats :
- le « cours inférieur de l'Aude », d'une superficie de 5 358 ha, permet la reproduction d'espèces migratrices vulnérables (Alose feinte, Lamproie marine), en forte régression depuis la prolifération des ouvrages sur les cours d'eau[16] et trois au titre de la directive oiseaux[15] :
- la « basse plaine de l'Aude », d'une superficie de 4 500 ha. Il comprend un ensemble de zones humides du littoral méditerranéen avec des milieux dunaires de faible étendue et des sansouires en arrière plage[17] ;
- la « montagne de la Clape », d'une superficie de 9 082 ha, abritant certains rapaces notamment l'Aigle de Bonelli, le Faucon crécerellette, le Grand-duc, le Circaète Jean-le-Blanc[18] ;
- la « basse plaine de l'Aude », d'une superficie de 4 857 ha. Ce site comprend un complexe de milieux liés au cours aval du fleuve Aude. Il s'agit d'un site majeur pour la Pie-grièche à poitrine rose qui a des effectifs voisin de la moitié des effectifs nationaux et pour des espèces nicheuses dépassant le seuil des 1 % de leur population nationale : Butor étoilé, Blongios nain, Héron pourpré, Busard des roseaux, Échasse blanche, Aigrette garzette, Sterne pierregarin, Sterne naine, Lusciniole à moustaches et Rollier d'Europe[19].

#### Zones naturelles d'intérêt écologique, faunistique et floristique
L’inventaire des zones naturelles d'intérêt écologique, faunistique et floristique (ZNIEFF) a pour objectif de réaliser une couverture des zones les plus intéressantes sur le plan écologique, essentiellement dans la perspective d’améliorer la connaissance du patrimoine naturel national et de fournir aux différents décideurs un outil d’aide à la prise en compte de l’environnement dans l’aménagement du territoire.
Deux ZNIEFF de type 1 sont recensées sur la commune :
la « basse plaine viticole de l'Aude » (1 438 ha), couvrant 4 communes dont 2 dans l'Aude et 2 dans l'Hérault, et
le « cours inférieur de l'Aude » (295 ha), couvrant 12 communes du département
et deux ZNIEFF de type 2, :
- la « basse plaine de l'Aude et étang de Capestang » (7 120 ha), couvrant 10 communes dont 4 dans l'Aude et 6 dans l'Hérault[23] ;
- la « montagne de la Clape » (9 634 ha), couvrant 6 communes du département[24].

Carte des ZNIEFF de type 1 et 2 à Salles-d'Aude.
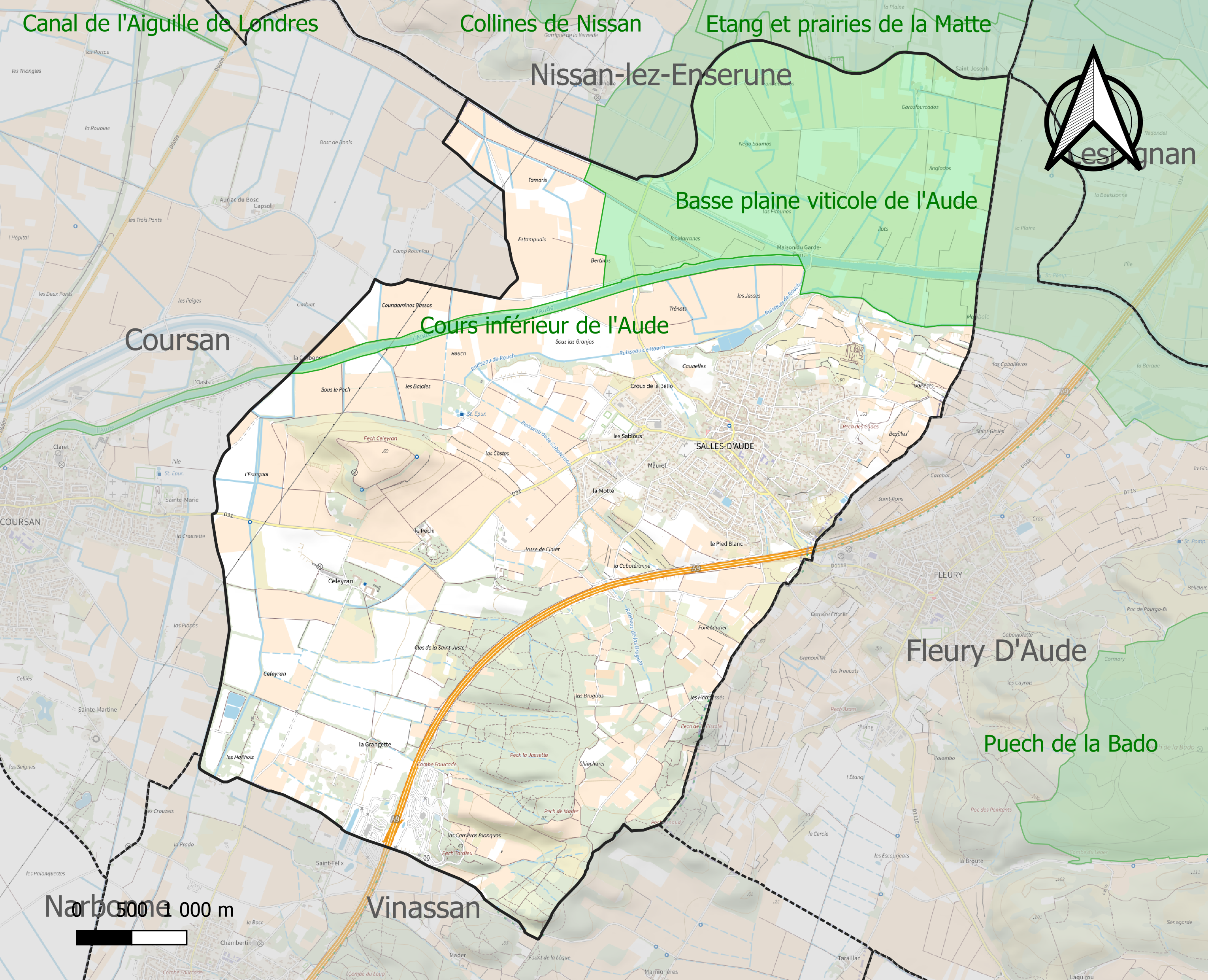
Carte des ZNIEFF de type 1 sur la commune.
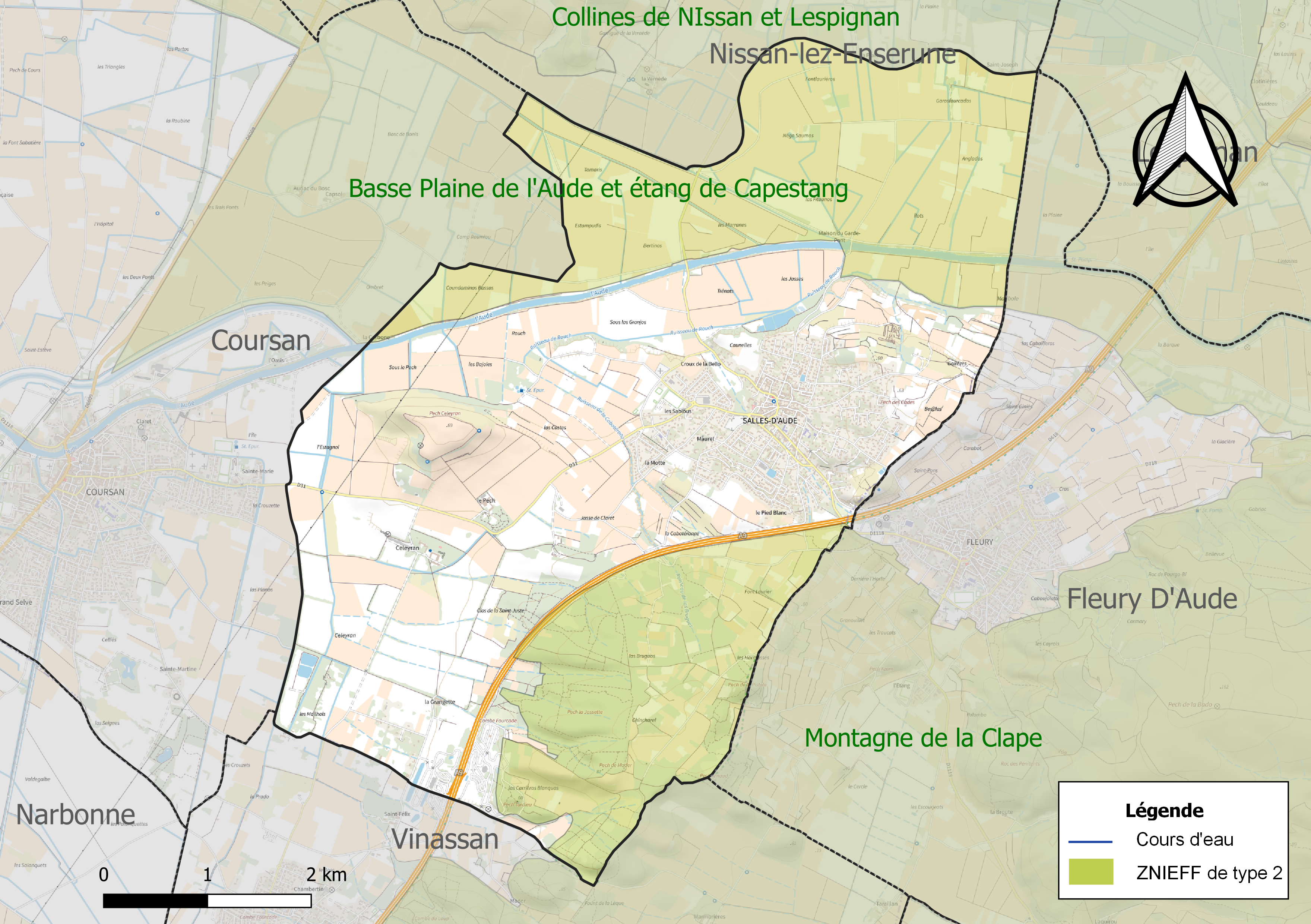
Carte des ZNIEFF de type 2 sur la commune.

## Urbanisme

### Typologie
Au 1er janvier 2024, Salles-d'Aude est catégorisée petite ville, selon la nouvelle grille communale de densité à 7 niveaux définie par l'Insee en 2022.
Elle appartient à l'unité urbaine de Fleury, une agglomération intra-départementale dont elle est une commune de la banlieue,. Par ailleurs la commune fait partie de l'aire d'attraction de Narbonne, dont elle est une commune de la couronne,. Cette aire, qui regroupe 71 communes, est catégorisée dans les aires de 50 000 à moins de 200 000 habitants,.

### Occupation des sols
L'occupation des sols de la commune, telle qu'elle ressort de la base de données européenne d’occupation biophysique des sols Corine Land Cover (CLC), est marquée par l'importance des territoires agricoles (78,6 % en 2018), en diminution par rapport à 1990 (81,9 %). La répartition détaillée en 2018 est la suivante :
cultures permanentes (64,8 %), zones agricoles hétérogènes (13,5 %), forêts (9,4 %), zones urbanisées (9,1 %), milieux à végétation arbustive et/ou herbacée (1,8 %), zones industrielles ou commerciales et réseaux de communication (1,2 %), terres arables (0,3 %). L'évolution de l’occupation des sols de la commune et de ses infrastructures peut être observée sur les différentes représentations cartographiques du territoire : la carte de Cassini (XVIIIe siècle), la carte d'état-major (1820-1866) et les cartes ou photos aériennes de l'IGN pour la période actuelle (1950 à aujourd'hui).

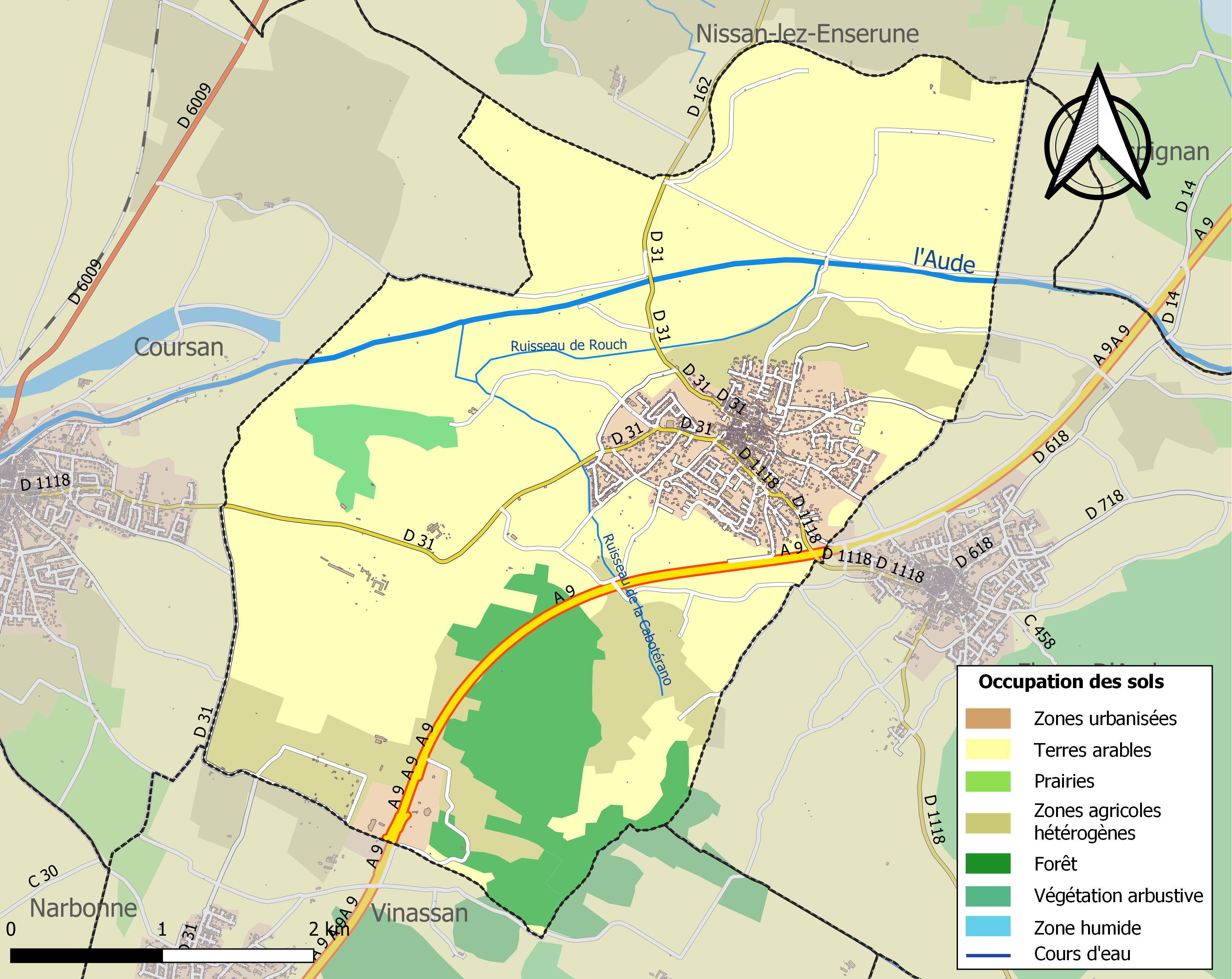
Carte des infrastructures et de l'occupation des sols de la commune en 2018 (CLC).

### Risques majeurs
Le territoire de la commune de Salles-d'Aude est vulnérable à différents aléas naturels : météorologiques (tempête, orage, neige, grand froid, canicule ou sécheresse), inondations, feux de forêts et séisme (sismicité faible). Il est également exposé à un risque technologique,  le transport de matières dangereuses. Un site publié par le BRGM permet d'évaluer simplement et rapidement les risques d'un bien localisé soit par son adresse soit par le numéro de sa parcelle.

#### Risques naturels
La commune fait partie du territoire à risques importants d'inondation (TRI) de Narbonne, regroupant 18 communes du bassin de vie de l'agglomération narbonnaise, un des 31 TRI qui ont été arrêtés fin 2012 sur le bassin Rhône-Méditerranée, retenu au regard des submersions marines et des débordements des cours d’eau l’Aude, l'Orbieu et la Berre. Des cartes des surfaces inondables ont été établies pour trois scénarios : fréquent (crue de temps de retour de 10 ans à 30 ans), moyen (temps de retour de 100 ans à 300 ans) et extrême (temps de retour de l'ordre de 1 000 ans, qui met en défaut tout système de protection),. La commune a été reconnue en état de catastrophe naturelle au titre des dommages causés par les inondations et coulées de boue survenues en 1982, 1986, 1992, 1996, 1999, 2005, 2006, 2009, 2018, 2019 et 2021,.

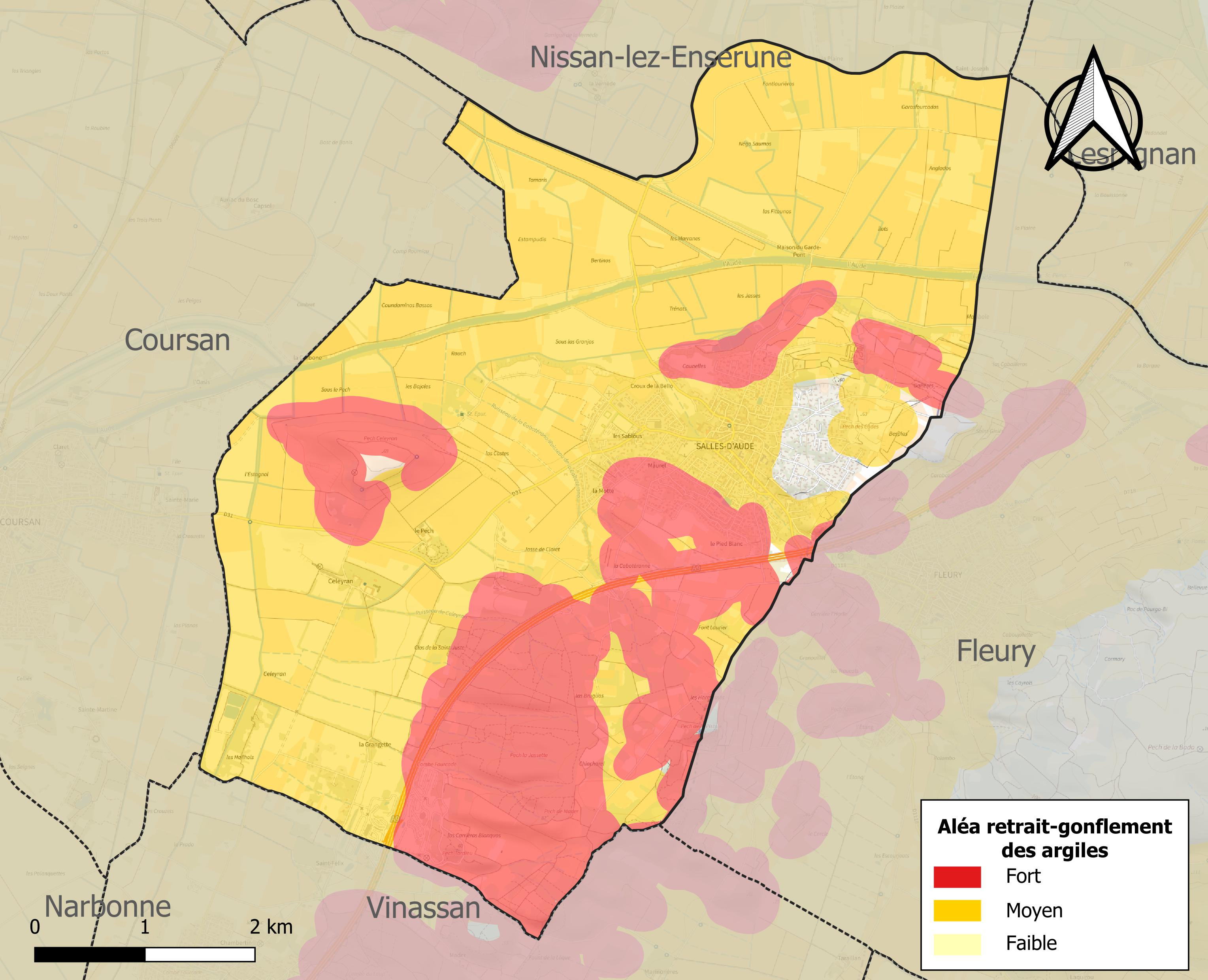
Carte des zones d'aléa retrait-gonflement des sols argileux de Salles-d'Aude.

Le retrait-gonflement des sols argileux est susceptible d'engendrer des dommages importants aux bâtiments en cas d’alternance de périodes de sécheresse et de pluie. 97,8 % de la superficie communale est en aléa moyen ou fort (75,2 % au niveau départemental et 48,5 % au niveau national). Sur les 1 626 bâtiments dénombrés sur la commune en 2019, 1421 sont en aléa moyen ou fort, soit 87 %, à comparer aux 94 % au niveau départemental et 54 % au niveau national. Une cartographie de l'exposition du territoire national au retrait gonflement des sols argileux est disponible sur le site du BRGM,.

#### Risques technologiques
Le risque de transport de matières dangereuses sur la commune est lié à sa traversée par une route à fort trafic. Un accident se produisant sur une telle infrastructure est en effet susceptible d’avoir des effets graves au bâti ou aux personnes jusqu’à 350 m, selon la nature du matériau transporté. Des dispositions d’urbanisme peuvent être préconisées en conséquence.

## Histoire

### L'oppidum de la Moulinasse
On a trouvé, sur la commune de Salles-d'Aude, les traces d’occupations humaines anciennes à diverses époques : au Chalcolithique, à l’Âge du Fer et à l’époque gallo-romaine.
L'Oppidum de la Moulinasse a été occupé du VIe au IIe s. av. notre ère. Il faisait partie des oppida du territoire peuplé par les Élisyques jusqu’à la conquête romaine.

## Politique et administration
La commune fait partie de l'unité urbaine de Fleury.

## Démographie
| 1793 | 1800 | 1806 | 1821 | 1831 | 1836 | 1846 | 1851  | 1856  |
| ---- | ---- | ---- | ---- | ---- | ---- | ---- | ----- | ----- |
| 712  | 690  | 626  | 797  | 850  | 980  | 924  | 1 012 | 1 004 |

| 1861  | 1866  | 1872  | 1876  | 1881  | 1886  | 1891  | 1896  | 1901  |
| ----- | ----- | ----- | ----- | ----- | ----- | ----- | ----- | ----- |
| 1 022 | 1 134 | 1 163 | 1 274 | 1 398 | 1 779 | 1 959 | 1 762 | 1 790 |

| 1906  | 1911  | 1921  | 1926  | 1931  | 1936  | 1946  | 1954  | 1962  |
| ----- | ----- | ----- | ----- | ----- | ----- | ----- | ----- | ----- |
| 1 705 | 1 422 | 1 606 | 1 642 | 1 622 | 1 538 | 1 211 | 1 231 | 1 258 |

| 1968  | 1975  | 1982  | 1990  | 1999  | 2004  | 2006  | 2009  | 2014  |
| ----- | ----- | ----- | ----- | ----- | ----- | ----- | ----- | ----- |
| 1 382 | 1 395 | 1 510 | 1 710 | 1 902 | 2 223 | 2 342 | 2 774 | 3 156 |

| 2019  | 2022  | - | - | - | - | - | - | - |
| ----- | ----- | - | - | - | - | - | - | - |
| 3 254 | 3 280 | - | - | - | - | - | - | - |

## Économie

### Revenus
En 2018 (données Insee publiées en septembre 2021), la commune compte 1 385 ménages fiscaux, regroupant 3 213 personnes. La médiane du revenu disponible par unité de consommation est de 20 800 € (19 240 € dans le département). 45 % des ménages fiscaux sont imposés (% dans le département).

### Emploi
| Division       | 2008   | 2013   | 2018   |
| -------------- | ------ | ------ | ------ |
| Commune        | 8,9 %  | 11,1 % | 10,6 % |
| Département    | 10,2 % | 12,8 % | 12,6 % |
| France entière | 8,3 %  | 10 %   | 10 %   |

En 2018, la population âgée de 15 à 64 ans s'élève à 1 769 personnes, parmi lesquelles on compte 76,7 % d'actifs (66,1 % ayant un emploi et 10,6 % de chômeurs) et 23,3 % d'inactifs,. Depuis 2008, le taux de chômage communal (au sens du recensement) des 15-64 ans est inférieur à celui du département, mais supérieur à celui de la France.
La commune fait partie de la couronne de l'aire d'attraction de Narbonne, du fait qu'au moins 15 % des actifs travaillent dans le pôle,. Elle compte 479 emplois en 2018, contre 431 en 2013 et 413 en 2008. Le nombre d'actifs ayant un emploi résidant dans la commune est de 1 186, soit un indicateur de concentration d'emploi de 40,4 % et un taux d'activité parmi les 15 ans ou plus de 50,8 %.
Sur ces 1 186 actifs de 15 ans ou plus ayant un emploi, 243 travaillent dans la commune, soit 21 % des habitants. Pour se rendre au travail, 89,6 % des habitants utilisent un véhicule personnel ou de fonction à quatre roues, 1,7 % les transports en commun, 5,2 % s'y rendent en deux-roues, à vélo ou à pied et 3,5 % n'ont pas besoin de transport (travail au domicile).

### Activités hors agriculture

#### Secteurs d'activités
206 établissements sont implantés à Salles-d'Aude au 31 décembre 2019. Le tableau ci-dessous en détaille le nombre par secteur d'activité et compare les ratios avec ceux du département,.
| Secteur d'activité                                                                                        | Commune | Commune | Département |
| Secteur d'activité                                                                                        | Nombre  | %       | %           |
| --- | ------- | ------- | ----------- |
| Ensemble                                                                                                  | 206     | 100 %   | (100 %)     |
| Industrie manufacturière, industries extractives et autres                                                | 14      | 6,8 %   | (8,8 %)     |
| Construction                                                                                              | 38      | 18,4 %  | (14 %)      |
| Commerce de gros et de détail, transports, hébergement et restauration                                    | 63      | 30,6 %  | (32,3 %)    |
| Information et communication                                                                              | 5       | 2,4 %   | (1,6 %)     |
| Activités financières et d'assurance                                                                      | 3       | 1,5 %   | (2,7 %)     |
| Activités immobilières                                                                                    | 8       | 3,9 %   | (5,2 %)     |
| Activités spécialisées, scientifiques et techniques et activités de services administratifs et de soutien | 26      | 12,6 %  | (13,3 %)    |
| Administration publique, enseignement, santé humaine et action sociale                                    | 26      | 12,6 %  | (13,2 %)    |
| Autres activités de services                                                                              | 23      | 11,2 %  | (8,8 %)     |

Le secteur du commerce de gros et de détail, des transports, de l'hébergement et de la restauration est prépondérant sur la commune puisqu'il représente 30,6 % du nombre total d'établissements de la commune (63 sur les 206 entreprises implantées à Salles-d'Aude), contre 32,3 % au niveau départemental.

#### Entreprises
Les cinq entreprises ayant leur siège social sur le territoire communal qui génèrent le plus de chiffre d'affaires en 2020 sont :
- Esli, supermarchés (12 245 k€)
- Clape Recyclage, collecte des déchets non dangereux (1 933 k€)
- L'ardoise, restauration traditionnelle (324 k€)
- RWB Tp, travaux de terrassement courants et travaux préparatoires (224 k€)
- Prissac, activités des sociétés holding (166 k€)

### Agriculture
La commune est dans le « Narbonnais », une petite région agricole occupant le nord-est du département de l'Aude, également dénommée localement « plaine viticole du Bas-Languedoc ». En 2020, l'orientation technico-économique de l'agriculture  sur la commune est la viticulture.
|               | 1988 | 2000 | 2010 | 2020 |
| ------------- | ---- | ---- | ---- | ---- |
| Exploitations | 129  | 99   | 80   | 67   |
| SAU (ha)      | 965  | 1046 | 936  | 845  |

Le nombre d'exploitations agricoles en activité et ayant leur siège dans la commune est passé de 129 lors du recensement agricole de 1988  à 99 en 2000 puis à 80 en 2010 et enfin à 67 en 2020, soit une baisse de 48 % en 32 ans. Le même mouvement est observé à l'échelle du département qui a perdu pendant cette période 60 % de ses exploitations,. La surface agricole utilisée sur la commune a également diminué, passant de 965 ha en 1988 à 845 ha en 2020. Parallèlement la surface agricole utilisée moyenne par exploitation a augmenté, passant de 7 à 13 ha.

## Culture locale et patrimoine

### Lieux et monuments
- L'église Saint-Julien-et-Sainte-Basilisse de Salles-d'Aude. L'église est dédiée aux saints Julien et Basilisse.
- La chapelle des Pénitents.

Edifices religieux de Salles-d'Aude.
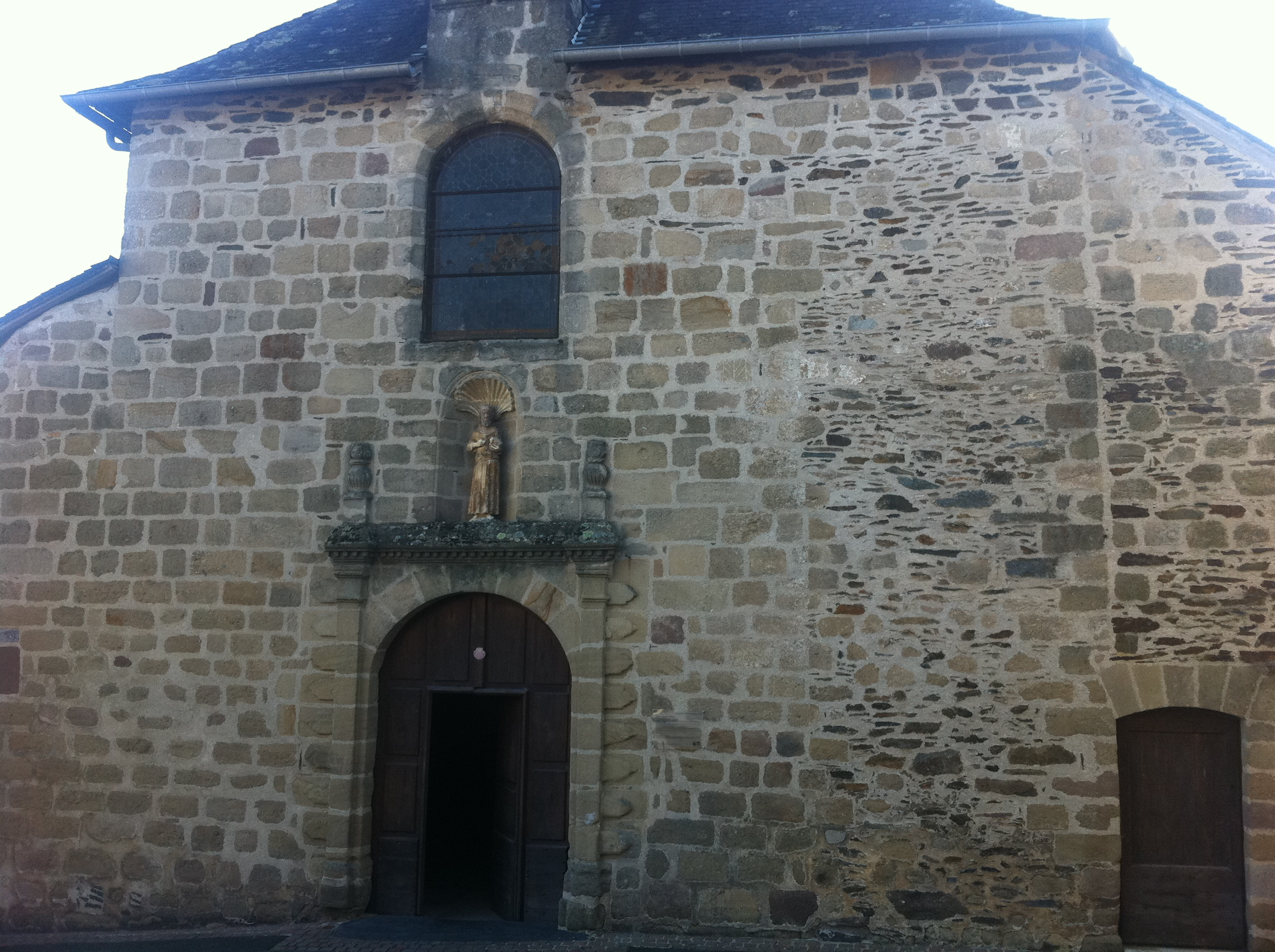
Chapelle des Pénitents.
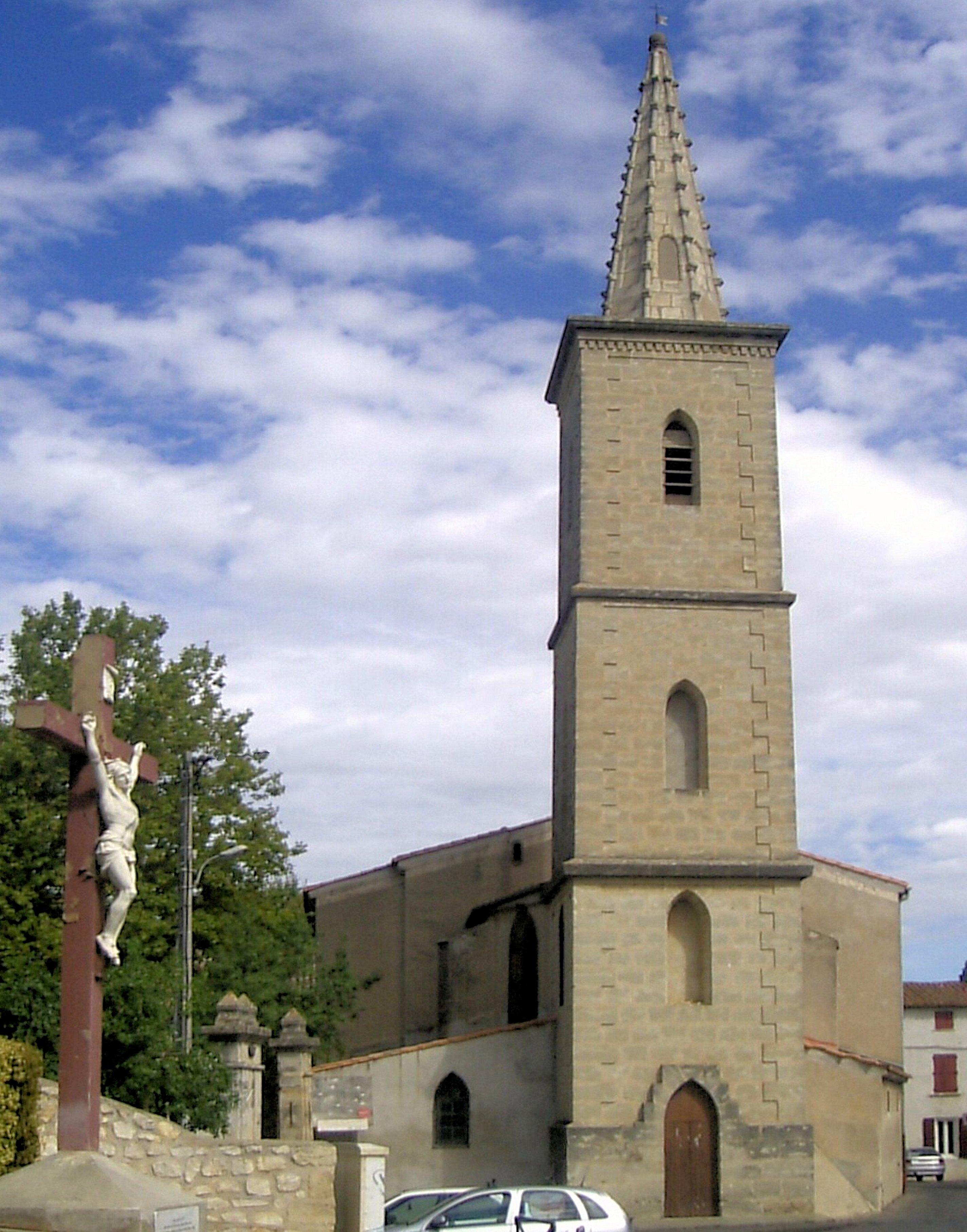
Église Saint-Julien-et-Sainte-Basilisse.

- Chapelle dans le parc du château de Celeyran de Salles-d'Aude.
- Église Assemblées de Dieu - UNADF, allée des Coteaux[52].
- La mairie (1857) et son horloge signée Cretin-l'Ange, horloger créateur à Morbier, Jura, 1912 avec son cadran unique indiquant 24 heures.

Horloge de la mairie de Salles-d'Aude.
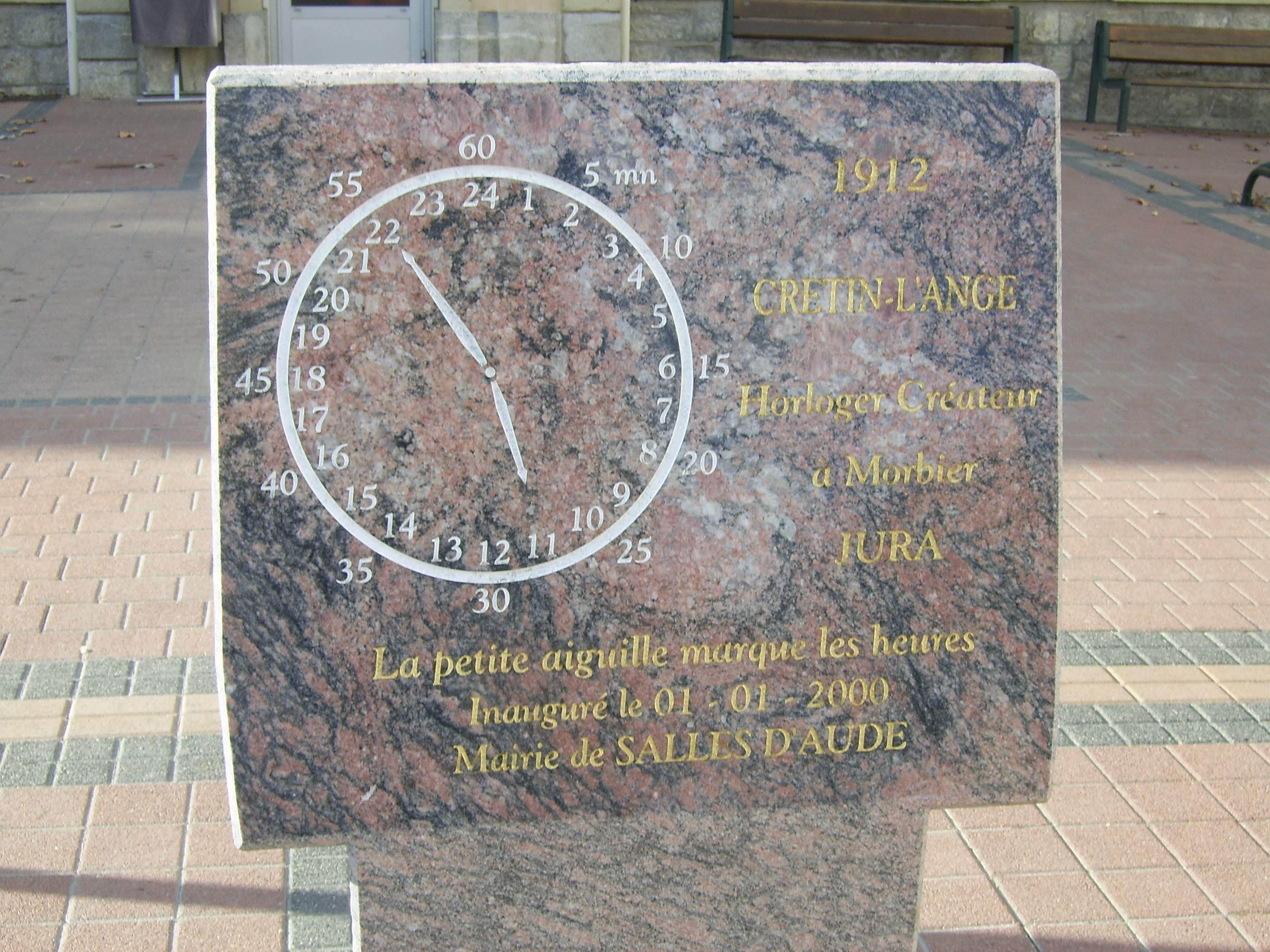
Mode d'emploi implanté en face de l'horloge.
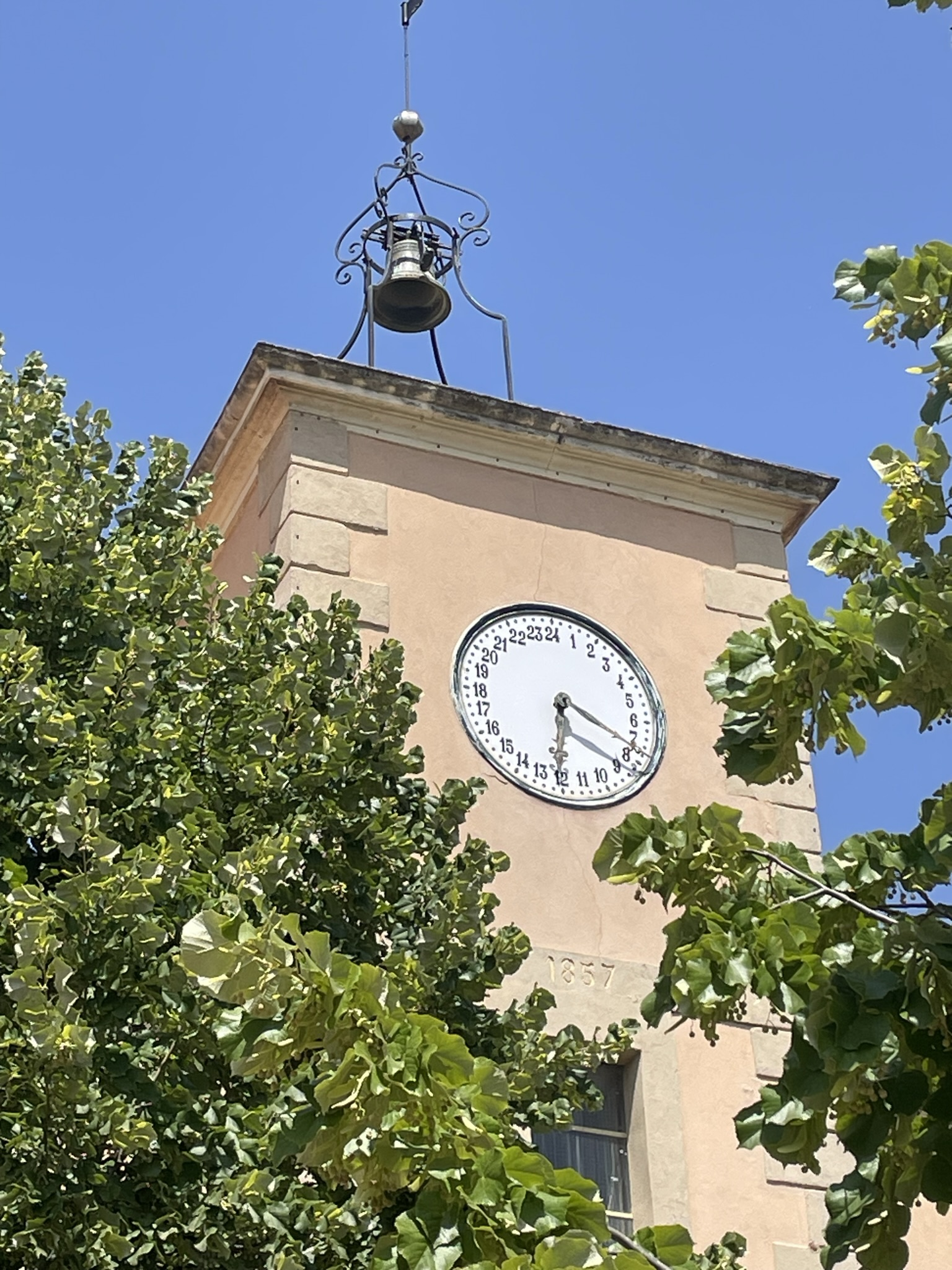
Zoom de la façade de l'hôtel de ville.

- L'oppidum de la Moulinasse, site d'anciennes fouilles archéologiques (VIe siècle av. J.-C.).

### Personnalités liées à la commune
- Henri de Toulouse-Lautrec, peintre, passait souvent ses vacances chez son grand-père paternel au château de Celeyran[53].
- Thérèse Humbert, propriétaire du domaine Céleyran en 1897, et au cœur de l'escroquerie « du siècle » en se faisant passer pour l'unique héritière du richissime américain Crawford[53].
- Robert Bru, né en 1931 à Salles-d'Aude, entraîneur français de rugby à XV.
- Jean Camp, né à Salles-d’Aude le 6 février 1891, auteur dramatique, poète, félibre, hispanisant, conférencier. Jean Camp est mort à Paris le 22 janvier 1968. Il était officier de la Légion d'honneur, médaillé de la Résistance, de la Medal of Freedom (États-Unis), Commandeur d'Isabelle la Catholique (Espagne), de l'Aigle Aztèque (Mexique), du Condor des Andes (Bolivie). Il était membre correspondant de l'Institut (Inscriptions et Belles lettres), fondateur des Décades de Provence.
- Clovis Roques, né le 4 septembre 1876 à Salles-d’Aude, mort le 10 décembre 1958 à Clermont-l’Hérault, écrivain, artiste-peintre, poète, fondateur de l’Escola Peyrota, majoral du Félibrige.

### Héraldique
| Salles-d'Aude | Son blasonnement est : De sable à une fasce fuselée d'argent et de sable. |